# پورلیگا
پورلیگا (انگلیسی: Purlyga) یک شهرک در شهرستان بیژبولیاکسکی باشقیرستان کشور روسیه است.